# Fee von Zitzewitz
Felicitas „Fee“ Didi Luise Gisela von Zitzewitz (* 30. Dezember 1943 in Kolberg, Pommern; † 9. Februar 2006 in München, Bayern) war ein deutsches Fotomodell.

## Leben
Sie entstammte dem alten Adelsgeschlecht Zitzewitz aus Hinterpommern (1345 erstmals urkundlich erwähnt) und war die Tochter des Oberstleutnants im Generalstab und Kaufmanns Coelestin III. von Zitzewitz (1907–1963) und dessen erster Ehefrau Sieglinde von Gerlach (1914–1991); diese 1935 geschlossene Ehe der Eltern wurde am 24. März 1949 in Kiel geschieden und der Vater heiratete 1950 in zweiter Ehe Ingeborg Wilhelm (1924–1976).
Fee von Zitzewitz gewann 1967 die Wahl zur „Miss Schleswig-Holstein“. Damit qualifizierte sie sich für die Endausscheidung der Wahl zur „Miss Germany“. Diese gewann sie am 20. Mai 1967 in Berlin. Anschließend machte Zitzewitz eine Karriere als Fotomodell. Sie galt als eine der am meisten fotografierten Fotomodelle ihrer Zeit und zierte die Titelseiten diverser Zeitschriften. Nach ihrer Modell-Karriere hatte sie laut Medienberichten mit ihrer Drogensucht und mit finanziellen Problemen zu kämpfen.
Am 9. Februar 2006 verstarb sie 62-jährig an Lungenkrebs in München. Wenige Stunden vor ihrer Beisetzung am 14. Februar starb ihre Schwester Asta von Zitzewitz, verheiratete Landsiedel, (* 6. März 1936) an einem Herzinfarkt.